# Scoparia orthioplecta
Scoparia orthioplecta là một loài bướm đêm trong họ Crambidae.